# Skórkobłonka kanadyjska
Skórkobłonka kanadyjska (Amylocorticium canadense (Burt) J. Erikss. & Weresub) – gatunek grzybów z rodziny Amylocorticiaceae.

## Systematyka i nazewnictwo
Pozycja w klasyfikacji według Index Fungorum: Amylocorticium, Amylocorticiaceae, Amylocorticiales, Agaricomycetidae, Agaricomycetes, Agaricomycotina, Basidiomycota, Fungi.
Takson ten w 1926 roku opisał Edward Angus Burt, nadając mu nazwę Corticium canadense. W 1974 r. John Eriksson i Luella Kayla Weresub przenieśli go do rodzaju Amylocorticium. Nazwa polska według internetowego atlasu grzybów.

## Morfologia
Grzyb kortycjoidalny o jednorocznym, rozpostartym owocniku osiągającym grubość do 0,7 mm. Powierzchnia hymenialna gładka, kremowa do różowokremowej, czasami ochrowa, w 3% KOH zmieniająca barwę na czarną. Na przekroju prawie szklisty do jasnobrązowego, błoniasty. Brzeg siarkowożółty, przerzedzający się, przy powiększeniu 20 × włóknisty do strzępiastego.
System strzępkowy monomityczny; strzępki o średnicy 2–4,5 µm, gładkie, cienko- do lekko grubościenne (do 1 µm), septowane. Brak cystyd, podstawki wąsko maczugowate, 15–24 × 4–5 µm, ze sprzążkami u nasady, 4-sterygmowe. Bazydiospory nieco alantoidalne do cylindrycznych, 5–6,5 × 2 µm, gładkie, cienkościenne, amyloidalne.

## Występowanie i siedlisko
Znane są nieliczne stanowiska w Ameryce Północnej, Europie i Azji. Brak go w opracowanej przez Władysława Wojewodę „Krytycznej liście wielkoowocnikowych grzybów podstawkowych Polski”, ale podano jego stanowiska w późniejszych latach.
Nadrzewny grzyb saprotroficzny występujący na sosnach.